# Nothobranchius kadleci
Nothobranchius kadleci là một loài cá nhỏ, sinh sống ở những vùng nước tạm thuộc Châu Phi. Đây được xem là loài động vật có xương sống phát triển nhanh nhất, chỉ mất 17 ngày là đạt đến giai đoạn sinh sản kể từ lúc trứng nở. Thậm chí, một số trứng chỉ mất 15 ngày từ lúc trứng nở đến lứa đẻ đầu tiên, thời gian ngắn nhất giữa các thế hệ trong số những loài động vật có xương sống.

## Mặt sinh học
Theo Martin Reichard từ Viện Sinh học Động vật có xương sống, Viện hàn lâm Khoa học Cộng hòa Séc thì khả năng trưởng thành tính dục nhanh chóng ở những con cá này đặc biệt quan trọng vì nơi cư trú của chúng có thể cạn khô trong vòng từ 3 đến 4 tuần. Loài Nothobranchius kadleci cũng có tốc độ tăng trưởng đáng kinh ngạc, với một số cá thể phát triển đến gần 1/4 chiều dài lúc trưởng thành trong vòng một ngày.